# Rhabdoblatta circumdata
Rhabdoblatta circumdata är en kackerlacksart som först beskrevs av Hanitsch 1915.  Rhabdoblatta circumdata ingår i släktet Rhabdoblatta och familjen jättekackerlackor. Inga underarter finns listade i Catalogue of Life.